# NGC 1531
NGC 1531 est une petite galaxie lenticulaire située dans la constellation de l'Éridan. NGC 1531 a été découverte par l'astronome britannique John Herschel en 1835.

## Caractéristiques
En raison d'une brillance de surface égale à 11,98  mag/am2, on peut qualifier NGC 1531 de galaxie présentant une brillance de surface élevée.

### Distance
Sa vitesse par rapport au fond diffus cosmologique est de 1 134 ± 24 km/s, ce qui correspond à une distance de Hubble de 16,7 ± 1,2 Mpc (∼54,5 millions d'al).
Une mesure non basée sur le décalage vers le rouge (redshift) donne une distance d'environ 13,000 Mpc (∼42,4 millions d'al). Cette valeur est tout juste à l'extérieur des valeurs de la distance de Hubble. Notons que c'est avec la valeur moyenne des mesures indépendantes, lorsqu'elles existent, que la base de données NASA/IPAC calcule le diamètre d'une galaxie et qu'en conséquence le diamètre de NGC 1531 pourrait être d'environ 7,30 kpc (∼23 800 al) si on utilisait la distance de Hubble pour le calculer.

### Morphologie
NGC 1531 a été utilisée par Gérard de Vaucouleurs comme une galaxie de type morphologique I0 pec or SB0 pec dans son atlas des galaxies,.

## Groupe de NGC 1532

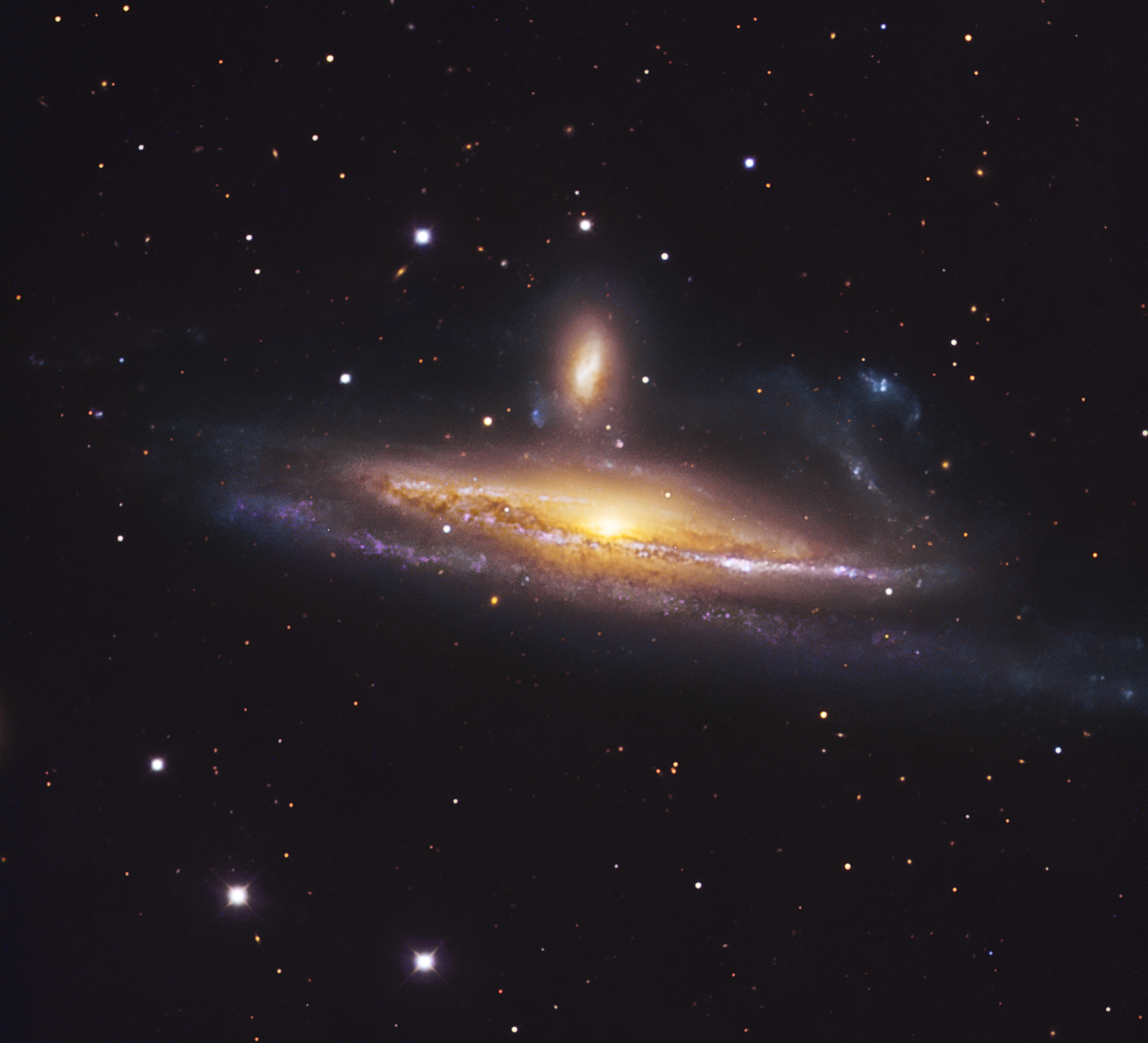
NGC 1531 (en haut) et NGC 1532 par le télescope VLT.

NGC 1531 fait partie du groupe de NGC 1532 qui comprend au moins 9 autres galaxies selon A.M. Garcia : IC 2040, IC 2041, NGC 1532, NGC 1537, ESO 2359-29, ESO 359-31, ESO 420-5, ESO 420-6 et ESO 420-9. Le site « Un Atlas de l'Univers » de Richard Powell mentionne également l'existence de ce groupe, mais il n'y figure que 4 galaxies, soit les trois galaxies du catalogue NGC et ESO 420-9.
NGC 1531 est en interaction gravitationnelle avec la grande galaxie spirale NGC 1532.
Bien que situées dans la même région du ciel, la galaxie ESO 420-5 de la liste de Garcia ne fait certainement pas partie du groupe de NGC 1532, car sa distance est de 111,9 ± 7,8 Mpc (∼365 millions d'al), ce qui la situe bien au-delà des autres galaxies.